# Boedra
Le Boedra ou Bödra ( Dzongkha : བོད་སྒྲ་; Wylie : bod-sgra ; « Musique tibétaine ») est un genre de musique traditionnelle bhoutanaise. Influencé par la musique folklorique tibétaine, le boedra est l'un des deux principaux styles de chant folklorique du Bhoutan, l'autre étant le zhungdra, qui s'est développé au XVIIe siècle .